# CKV Unitas
CKV Unitas is een Nederlandse korfbalvereniging uit Harderwijk. De clubnaam Unitas staat voor eenheid.

## Geschiedenis
In de jaren '60 werd korfbal nog niet gespeeld in Harderwijk en omgeving. Unitas werd opgericht en sloot zich aan bij de Christelijke bond ; CKB. In de eerste jaren na oprichting had de club nog geen eigen clubhuis of kleedkamers. In de eerste jaren was het improviseren om de competitie af te werken.

De club maakte veel gebruik van schoolkorfbal om nieuwe leden te werven. Zo werd de jeugd steeds groter.
In 1965 verscheen voor de eerste keer het clubblad, genaamd Unicum.
Sinds 1971 heeft de club een eigen clubhuis, aan het Slingerbos.

## Korfbal League
Unitas stond voor de eerste keer in de clubhistorie in de zaalcompetitie in de Hoofdklasse finale in seizoen 2021-2022.
Unitas won de finale tegen HKC, waardoor het promotie maakte naar de Korfbal League (hoogste Nederlandse zaalkorfbalcompetitie).
In het eerste seizoen in de Korfbal League, 2022-2023 degradeerde de ploeg terug naar de Korfbal League 2.
Ook in 2023 maakte Unitas promotie naar de Korfbal League, waardoor het in seizoen 2024-2025 voor de tweede keer zal deelnemen aan het hoogste Nederlandse korfbalcompetitie.
Blauw-Wit · DOS'46 · DVO · Fortuna · Koog Zaandijk · LDODK · PKC · KCC · HKC · Unitas